# Караульно-Буерачное
Караульно-Буерачное (или Буерак-Караульный, или Келлер) — исчезнувшее село в Камышинском районе Волгоградской области.
Основано как немецкая колония Келлер в 1767 году.
Село располагалось на восточный склонах Приволжской возвышенности, на правом берегу реки Иловли, в 3 км к югу от села Пановка (Гильдман).

## Название
Немецкое название — Келлер (нем. Köhler). По указу от 26 февраля 1768 г. о наименованиях немецких колоний получила официальное название Караульный Буерак.

## История
Основано 10 августа 1767 года. Основатели — 95 семей, выходцы из Фульды, Вюрцбурга и Майнца. До 1917 года входила в состав Каменского колонистского округа, после 1871 года Каменской, с 1895 года — Семёновской, а затем — Иловлинской волости Камышинского уезда, Саратовской губернии.
Первоначально село относилось к католическому приходу Семёновка, позднее был образован самостоятельный приход Келер. Деревянная церковь была построена в 1864 году. Село являлось местом паломничества к капелле в честь «нахождения креста».
В 1857 году земельный фонд составлял 5945 десятин, в 1910 году — 12 961 десятина. Дефицит земли вызвал эмиграцию жителей: в 1861—1872 годах 60 жителей выехало в Самарскую губернию, в 1870—1874 — 82 человека выбыло в Кубанскую область, в 1874 году 6 человек выехало в другие уезды Саратовской губернии, в 1875—1880 годах 28 человек эмигрировало в Сибирь, в 1877 году 260 человек выехало в Америку, в 1886 году ещё 105 человек.
После установления советской власти немецкое село сначала Верзне-Иловлинского района Голо-Карамышского уезда Трудовой коммуны (Области) немцев Поволжья, с 1922 года — Каменского, а с 1935 года — Добринского кантона Республики немцев Поволжья; административный центр Келерского сельского совета (в 1926 году в сельсовет входили: село Келер, хутор Шмидт).
В голод 1921 года родилось 150 человек, умерло — 284. В 1926 году действуют начальная школа, кооперативная лавка, сельскохозяйственное кредитное товарищество.
В 1927 году постановлением ВЦИК «Об изменениях в административном делении Автономной С. С. Р. Немцев Поволжья и о присвоении немецким селениям прежних наименований, существовавших до 1914 года» селу Караульный Буерак Каменского кантона возвращено название Келлер.
В сентябре 1941 года немецкое население села было депортировано на восток. После ликвидации АССР немцев Поволжья село, как и другие населённые пункты Добринского кантона (переименован в Нижне-Добринский район), было передано Сталинградской области, впоследствии переименовано в село Караульно-Буерачное. Село входило в состав Семёновского сельсовета.
Согласно закону Волгоградской области № 1669-ОД от 28 апреля 2008 года село Караульно-Буерачное Камышинского района Волгоградской области было исключено из списков существующих.

## Население
Динамика численности населения по годам:
| 1767 | 1773 | 1788 | 1798 | 1816 | 1834 | 1850 | 1859 | 1886 | 1891 | 1897 | 1905 | 1911 | 1920 | 1922 | 1923 | 1926 | 1931 | 2002 |
| ---- | ---- | ---- | ---- | ---- | ---- | ---- | ---- | ---- | ---- | ---- | ---- | ---- | ---- | ---- | ---- | ---- | ---- | ---- |
| 282  | 368  | 511  | 616  | 901  | 1583 | 2182 | 2394 | 2996 | 3124 | 3127 | 5017 | 6091 | 3847 | 2358 | 2736 | 3024 | 3387 | 0    |

В 1931 году более 99 % населения села составляли немцы.